# Kosmos 94
Kosmos 94 – radziecki satelita rozpoznawczy. Czternasty statek typu Zenit-4 należącego do programu Zenit, którego konstrukcja została oparta na załogowych kapsułach Wostok.
Przenosił również eksperymenty biologiczne.